# فرد مور (نقابي)
فرد مور (بالإنجليزية: Fred Moore)‏ هو نقابي أسترالي، ولد في 4 سبتمبر 1922.